# بلانووتسه (ولادیچین خان)
بلانووتسه (به صربی: Belanovce) یک منطقهٔ مسکونی در صربستان است که در ولادیچین خان واقع شده‌است. بلانووتسه ۱۱۳ نفر جمعیت دارد.